# Synotaxidae

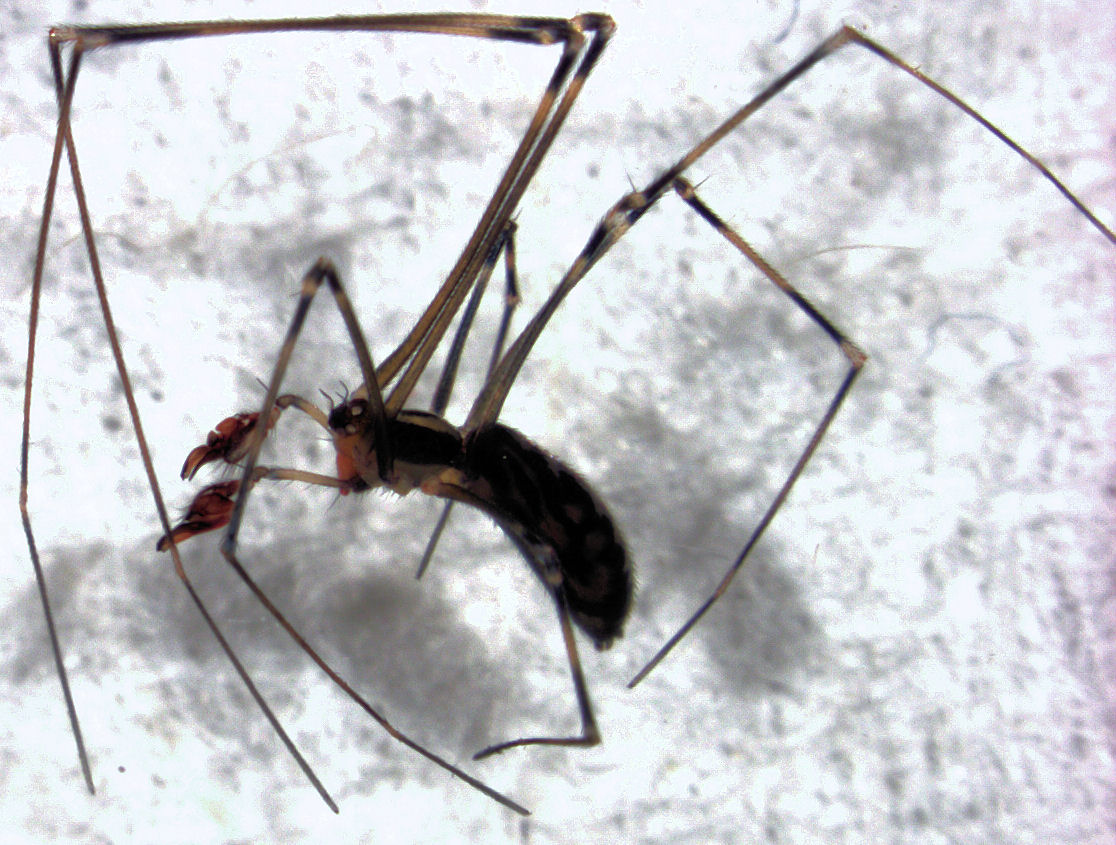
Pahoroides aucklandica.

Synotaxidae é uma família de aranhas araneomorfas, parte da superfamília Araneoidea. Tem distribuição natural na América Central e América do Sul, Nova Zelândia e Austrália.

## Sistemática
A família Synotaxidae inclui 13 géneros e 68 espécies distribuídos pelas seguintes subfamílias:
- Pahorinae Forster, Platnick & Coddington, 1990
  - Nomaua Forster, 1990 (Nova Zelândia)
  - Pahora Forster, 1990 (Nova Zelândia)
  - Pahoroides Forster, 1990 (Nova Zelândia)
  - Runga Forster, 1990 (Nova Zelândia)
  - Wairua Forster, 1990 (Nova Zelândia)
- Physogleninae Petrunkevitch, 1928
  - Meringa Forster, 1990 (Nova Zelândia)
  - Paratupua Platnick, 1990 (Austrália)
  - Physoglenes Simon, 1904 (Chile)
  - Tupua Platnick, 1990 (Tasmânia)
- Synotachinae Simon, 1894
  - Calcarsynotaxus Wunderlich, 1995 (Austrália)
  - Chileotaxus Platnick, 1990 (Chile)
  - Synotaxus Simon, 1895 (América do Sul)
- Incertae sedis
  - Mangua Forster, 1990 (Nova Zelândia)